# Девильи, Теодор Луи
Теодор Луи́ Девильи́ (фр. Louis-Théodore Devilly; 28 октября 1818, Мец — 24 декабря 1886, Нанси) — французский живописец.

## Биография
Родился в семье книготорговцев. Первые уроки живописи получил у Лорана Шарля Марешаля, лидера художественной школы Меца. Затем отправился в Париж, где поступил в Школу изящных искусств и стал учеником П. Делароша.
Занимался изготовлением витражей в церквях Меца.
С 1840 года участвовал в парижских Салонах. В 1841 года вернулся в Мец. Принимал участие во многих художественных выставках, в том числе в 1852 в Салоне, где был отмечен серебряной медалью.
В 1864 году назначен директором школы изящных искусств Меца.
После того, как Мец по итогам Франко-прусской войны 1870—1871 годов отошёл к Пруссии, Девильи покинул свой родной город и переехал в Нанси, где и умер в 1886 г.
Был куратором Муниципального музея и директором школы изящных искусств в Нанси.
Среди его известных учеников — Луи Мажорель и Жан Франсис Обюртен.

## Творчество
Представитель романтизма. Баталист. Ориенталист. Иллюстратор.
Из его произведений наиболее выделяются баталистические картины, особенно, «Бивуак в 1812 г.», «Конец сражения при Сольферино», «Мазепа», «Прощание французских солдат с их офицерами под Мецем 29 октября 1870 г.», «Раненый солдат» (акварель с гуашью) и др.
Автор многих гравюр и акварелей. Иллюстрировал «Одиссею» Гомера. Его современники особенно ценили его великолепные реалистичные композиции, где особо проявился талант Девильи как художника исторического жанра.
Картины Девильи хранятся ныне в Лувре, музеях изобразительных искусств Бордо, Анжера, Нанси и др.